# Idlir Azizaj
Idlir Azizaj lub Idlir Azizi (ur. 21 lipca 1970 we Wlorze) – albański tłumacz i pisarz.

## Życiorys
Ukończył studia ekonomiczne na Uniwersytecie Tirańskim, odbył następnie studia z zakresu literatury angielskiej oraz amerykańskiej na Concordia College w Minnesocie. W 2006 roku ukończył studia magisterskie z zakresu filozofii na Université Paris 8.
W 2004 roku został uhonorowany Srebrnym Piórem od ówczesnego ministra kultury, młodzieży i sportu Blendiego Klosiego za przetłumaczenie na język albański powieści Ulisses Jamesa Joyce'a. Dokonał także przekładu Dublińczyków także autorstwa Jamesa Joyce'a, Pierwszą miłość Samuela Becketta, Kadysz Allena Ginsberga oraz Podziemnych Jacka Kerouaca.
W 2011 roku otrzymał Złote Pióro od fundacji Mehr Licht. Utworzył kilka sztuk teatralnych, które były wystawiane we Francji, gdzie mieszka.

## Utwory[1]
- Syri në mur (poezja)
- Gazetarja e kulturës vetëvritet, shpirti i saj në drejtim të paditur (2011)[2][3]
- Shekspirotet (ISBN 9789928205308; 2016)[4][3]
- Armiku i popullit pa emer (ISBN 9789928185488; 2017)[5]
- Medea, arti i ekzilit (ISBN 9789951901901; 2021)

### Prozy
- Don Kanuni, ose ngadalë gjakësi dremit në pritë
- Gazetarja e kulturës vetëvritet, shpirti i saj në drejtim të paditur
- Katër, ose një film i fundit mbi komunizmin tonë
- Terxhuman
- Ti doje të shkruaje një fugë